# سیارک ۴۹۰۲
سیارک ۴۹۰۲ (به انگلیسی: 4902 Thessandrus، نامگذاری:1989AN2) چهار هزار و نهصد و دومین سیارک کشف شده‌است که در ۹ ژانویه ۱۹۸۹ کشف شد.
قدر مطلق سیارک برابر ۹٫۶۰ است.